# La Chaux (Doubs)
Chaux – miejscowość i gmina we Francji, w regionie Burgundia-Franche-Comté, w departamencie Doubs.
Według danych na rok 1990 gminę zamieszkiwało 351 osób, a gęstość zaludnienia wynosiła 21 osób/km² (wśród 1786 gmin Franche-Comté Chaux plasuje się na 414. miejscu pod względem liczby ludności, natomiast pod względem powierzchni na miejscu 159.).